# Liatorps IF
Liatorps IF är en idrottsförening från Liatorp i Kronobergs län. Liatorps herrar spelade flera säsonger i gamla division III, motsvarande dagens division I, senast 1974. Föreningen bildades 1931 men efter att ha drabbadets av spelarbrist 2015 är seniorverksamheten sammanslagen med Eneryda IF i Liatorp/Eneryda IF. Liatorp har bland annat fostrat den allsvenske spelaren Nicklas Persson. Klubbfärgerna är röd och vit.